# Krvavica (Kruševac)
Pour les articles homonymes, voir Krvavica.
Krvavica (en serbe cyrillique : Крвавица) est un village de Serbie situé sur le territoire de la Ville de Kruševac, district de Rasina. Au recensement de 2011, il comptait 809 habitants.

## Démographie
| 1948 | 1953 | 1961 | 1971 | 1981 | 1991 | 2002 | 2011 |
| ---- | ---- | ---- | ---- | ---- | ---- | ---- | ---- |
| 773  | 980  | 926  | 941  | 941  | 898  | 862  | 809  |

|  |